# Lauhirasse (Bidouze)
Der Lauhirasse ist ein Fluss in Frankreich, der im Département Pyrénées-Atlantiques in der Region Nouvelle-Aquitaine verläuft. Er entspringt im Gemeindegebiet von Arbouet-Sussaute, entwässert im Quellbereich nach Südwest, wendet sich dann generell in nordwestliche Richtung, durchquert ein dünn besiedeltes Gebiet und mündet nach rund 19 Kilometern an der Gemeindegrenze von Arancou und Bergouey-Viellenave als rechter Nebenfluss in die Bidouze.

## Orte am Fluss
(Reihenfolge in Fließrichtung)
- Sussaute, Gemeinde Arbouet-Sussaute
- Arbouet-Sussaute
- Larocheteya, Gemeinde Ilharre
- Arancou